# بيتر كورماك (لاعب كرة قدم)
بيتر كورماك (بالإنجليزية: Peter Cormack)‏ هو لاعب كرة قدم بريطاني في مركز الدفاع، ولد في 8 يونيو 1974 في ليفربول في المملكة المتحدة. لعب مع بونيس يونايتد وريث روفرز ونادي ألبيون روفرز ونادي اربوراث ونادي روس كاونتي ونادي ستنهاوسموير ونادي ستيرلينغ ألبيون ونادي غرينوك مورتون ونادي ليفينغستون ونيوكاسل يونايتد.

## وصلات خارجية
- بيتر كورماك (لاعب كرة قدم) على موقع قاعدة بيانات كرة القدم.إي يو (الإنجليزية)
- بيتر كورماك (لاعب كرة قدم) على موقع Soccerbase.com (لاعب) (الإنجليزية)